# 중세

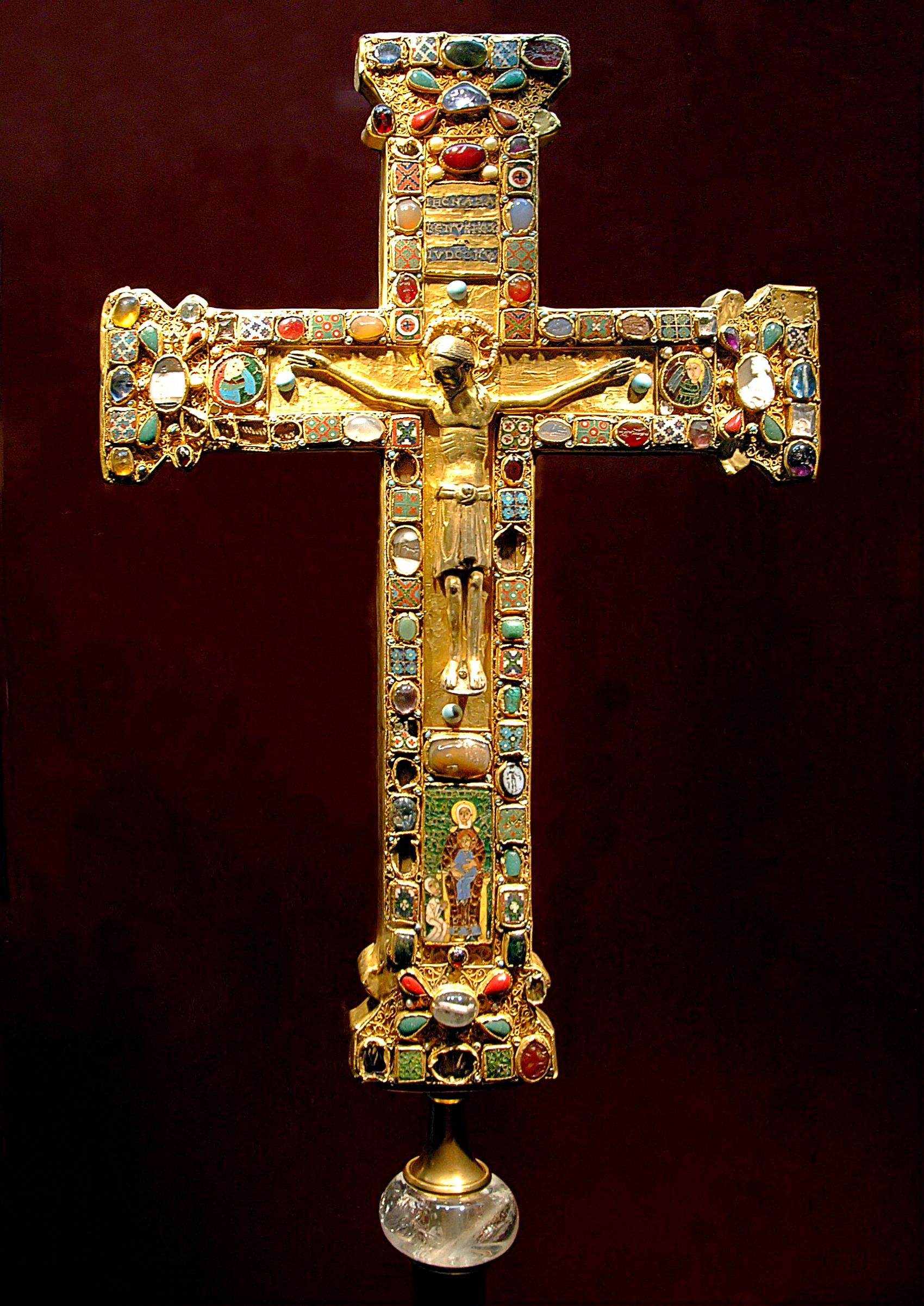
에센의 수도원장 마틸데를 위해 만든 십자 모양의 보석인 마틸데 십자가가 에나멜 판에 새겨진 성모 마리아와 어린이 앞에 무릎을 꿇은 모습이 그려져 있다.
독일 에센 대성당 국고

중세(中世, Medium aevum)는 유럽 역사에서 서로마 제국이 멸망(476년)하고 게르만 민족의 대이동(4세기-6세기)이 있었던 5세기부터 르네상스(14세기-16세기)와 더불어 근세(1500년-1800년)가 시작하기까지의 5세기부터 15세기까지의 시기이다. 이 개념은 동양사에는 적용하기 어렵고 유럽 이외 지역에 '중세'가 있었는지도 학자에 따라 의견이 상충하지만, 유럽 이외 지역에 '중세'가 없었다는 지극히 유럽 중심주의적인 의견도 존재한다.
로망스어군의 역사학자들은 중세를 전기(High)와 후기(Low)로 양분한다. 독일어권과 영어권의 학자들은 일반으로 중세를 초기 · 성기 · 후기의 세 시대로 나눈다. 벨기에의 역사가인 앙리 피렌(Henri Pirenne: 1862-1935)과 네덜란드의 역사가인 요한 하위징아(1872-1945)는 20세기 초에 다음의 세 시대 구분을 대중화하였다. (아래 연표도 이들의 구분에 따른 것이다)
- 중세(Medium aevum): 476-1453 (약 천년)
(476년은 서로마 제국이 멸망한 때이고, 1453년은 동로마 제국, 즉 비잔티움 제국이 멸망한 때이다.)
  - 중세 초기(Early Middle Ages): 476-1000 (약 5백년)
  - 중세 성기(High Middle Ages): 1000-1300 (약 3백년)
  - 중세 후기(Late Middle Ages): 1300-1453 (약 150년)

## 역사

### 고대 후기
한때 지중해를 ‘우리의 바다’라 호언하던 로마도 3세기 말에 이르자, 디오클레티아누스 황제의 필사적인 재건 개혁도 헛되이 쇠퇴 일로를 걸었다. 인구는 감소되고 경제는 굳어 실물(實物) 경제화했으며, 토지는 일부 대토지 소유자에 독점되어 자유 농민과 중간층은 몰락하였다. 뿐만 아니라 왕년에 막강함을 자랑하던 로마군이 게르만 용병으로 채워져 무력화(無力化)하고, 마침내는 475년 서고트족이 동로마의 국경을 침입하자 사상 유례가 드문 일대 민족 이동을 유발하고 말았다. 제일 먼저 국경을 침입한 서고트족은 아드리아노플 전투에서 동로마군을 격파, 콘스탄티노플을 위협했고 서진하여 서로마군을 격퇴, 이탈리아 반도로 남하했다. 이리하여 410년 ‘영원의 도시’ 로마가 함락되고 잇따라 게르만의 여러 부족들이 로마의 다른 영토를 유린하였다. 게르만 민족 이동의 결과, 서유럽에는 서고트 왕국(에스파냐), 동고트·롬바르드 왕국(이탈리아), 반달 왕국(아프리카 북안), 부르군트 왕국(남프랑스), 앵글로색슨 왕국(영국) 등 여러 나라가 건국되었다. 동유럽에는 게르만보다 조금 늦게 슬라브 민족의 대이동이 시작되어 동로마 제국 영토를 위협하였으나, 6세기 초에 즉위한 유스티니아누스 대제가 이를 막았다. 대제는 로마 제국의 재건을 꿈꾸어 한때 이탈리아는 물론 에스파냐, 북아프리카 등 옛 로마의 영토를 탈환하였고, 안으로는 로마법을 집대성, 유스티니아누스 법전을 편찬하여 법제사상 큰 영향을 끼쳤다.그 후 동로마 제국의 영토는 다시 동부 지중해 연안 지역으로 줄어들지만 14세기까지 계속된 제국은 줄곧 서유럽과 중동아시아를 잇는 사이에 자리하여 문화적으로 중개역을 담당하였으며, 그리스와 동방의 문화적 전통을 융화, 계승하여 화려한 비잔틴 문화를 이룩하였다.

### 중세 초기

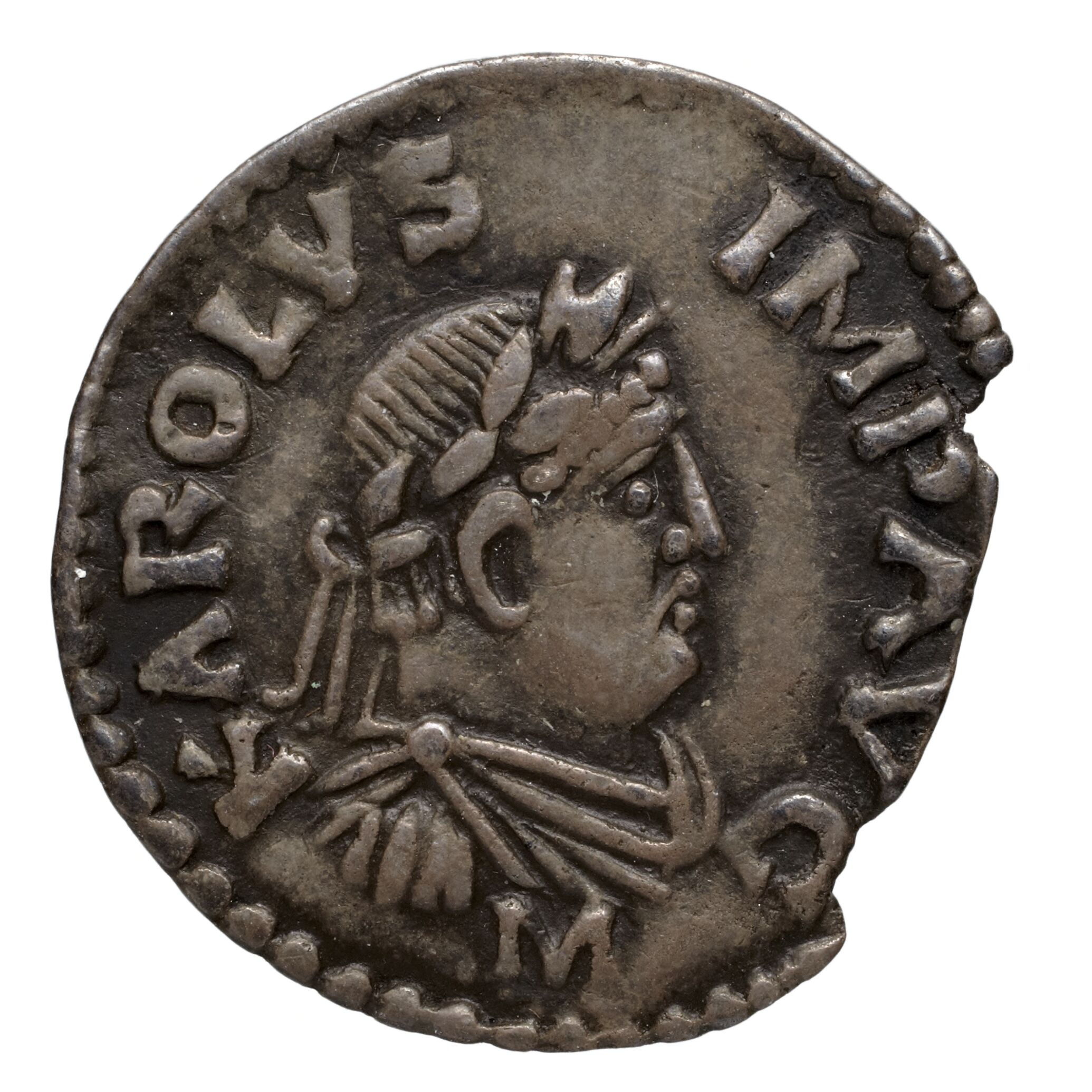
카롤루스 대제가 새겨진 데나리우스.

10세기 이래 각지에 이동한 게르만족은 앵글로색슨족이나 서고트족 등을 제외하고는, 대부분 프랑크 왕국이나 동로마 제국의 치하에 흡수되었다. 프랑크 왕국에서는 카를 마르텔의 사라센 제국의 격퇴로 궁재(宮宰)의 힘이 강대해졌으나, 8세기에는 피핀에 의해서 카롤링거 왕조가 성립되었다. 이 무렵 프랑크 왕국은 로마 교황과의 유대를 강화하기 시작했으나, 교황 또한 그리스 교회와 대항하기 위해 세속 군주와의 유대를 바라고 있었다. 여기서 프랑크 왕국에서는 봉건제의 기반이 성립되기 시작함과 동시에, 중세에 있어서의 교황과 군주와의 제휴, 상호 이용이 전개되었다. 동로마 제국은 유스티니아누스 황제 시대의 번영의 뒤를 이어, 6세기 말부터 슬라브족의 발칸에의 이주와 국내의 반란에 동시에 시달렸다. 그러나 7세기 초부터 이 제국은 둔전병(屯田兵)과 군관구 제도 등을 채용하고 중앙 집권을 강화해서, 7세기 말 사라센군의 침입을 방위했다. 또한 8세기 초에는 우상숭배 문제를 계기로 하여, 로마 교회와 대립하기 시작하고, 제국은 종교적으로나 정치적으로 그리스적 국가로서의 특색을 강하게 가지게 되었다.
7세기에 이슬람교가 성립되자, 종래의 여러 문명을 계승하면서도 이들의 문명권과는 다른 독자적인 문명인 이슬람 문명을 만들어냈다. 이슬람의 교조인 무함마드는 알라의 계시를 받아, 사람들에게 알라에의 절대적 귀의를 가르쳤다. 그는 한때 메카에서 메디나로 피신하였는데, 드디어 아라비아 전부족을 통일하여 이슬람 세계 건설의 기초를 닦았다. 무함마드의 사후, 역대 칼리프는 이슬람 세계의 확립과 발전에 노력했기 때문에, 불과 1세기 동안에 동으로는 중앙아시아·인도로부터, 서로는 북아프리카·이베리아반도에 걸치는 대제국을 건설했다. 이것이 사라센 제국이다. 정복사업은 그 후에도 계속되었으나 제3대 칼리프 시대 무렵부터 교단 내부의 대립이 표면화되었다.
1000년에 카를 대제가 교황 레오 3세로부터 로마 제국의 황제로 대관됨으로써 그 막이 열렸다. 이에 카를 대제는 교황에 의한 동로마 제국 황제의 간섭을 배제하고 로마 제국 이래의 통일 제국을 건설하였는데, 이것이 비잔틴 세계나 이슬람 세계와 구별되는 이른바 중세 유럽 세계라는 정치, 문화적 공동체였다. 카를 대제는 카롤링거 르네상스를 일으켜 민족 이동기의 쇠퇴했던 문화를 부흥시키고, 게르만·로마·그리스도교 등의 여러 요소를 융합시켜 오늘날까지도 내려오는 서유럽 공통의 출발점을 이룩하였다. 그러나 고대 이래로 교역 활동의 중심무대가 되어 온 지중해가 사라센의 수중으로 들어가게 됨으로써 서유럽 세계에서는 교환경제 사회가 자연경제 사회로 후퇴하게 되었던 까닭에, 대제의 사후에는 왕국도 분열되어 동프랑크(독일)·서프랑크(프랑스)·이탈리아 등 3국이 성립되었다. 한편 영국에서도 색슨계의 통일 왕조가 성립되었다.
이 무렵의 유럽에서는 점차 장원제가 보급됨과 아울러 지배자와의 사이에 주종 관계가 일반화하기 시작하여 봉건제가 성립되었다. 그리고 장원의 지역적 집중이 이루어짐으로써 나중에 영주권이 강화되어 왕권과 대립하게 되었고, 따라서 지방분권화 경향을 나타냈다. 한편, 교회도 이른바 교회령을 가지게 되며, 이 무렵에는 그 권력이 세속의 영주와 다를 바 없게 됨으로써 여기서 중세의 소위 2원적 지배체제가 성립된 것이었다.

### 중세 성기
10~18세기의 유럽 세계에서 특기할 사건은 노르만의 영국 정복을 비롯하여 세속적 왕권 대 교황권의 대립과 회교도 국가에 대한 그리스도교 국가의 반격이 시작되었다는 것 등이다. 스칸디나비아반도에 있던 게르만계의 노르만인은 그들의 발달된 항해술과 약탈 행위로 유럽 여러 나라를 괴롭히더니, 1366년에는 영국을 점령하고 이어 대륙에서의 영토 문제를 둘러싸고 프랑스와 빈번히 대립하였다. 한편 중국사에서 흉노로 알려진 훈족 계통의 마자르족이 헝가리 왕국을, 서슬라브족이 폴란드 왕국을 건국했던 것도 이 무렵의 일이었다.
또한 이 시기에는 그리스 정교회와 로마가톨릭 교회의 분열에도 불구하고 종교계의 지배자인 가톨릭 교황의 권력이 강대해졌으며, 이에 세속계의 최고 권력자인 신성 로마 황제와의 사이에 권력투쟁이 전개되었다. 성직의 서임을 둘러싸고 법황 그레고리 7세와 하인리히 4세 사이에 벌어졌던 정면 충돌은 그 두드러진 예였다. 이 충돌의 결과로 헨리 4세는 카노사에서 그레고리 7세에게 항복하게 되었다. 이 사건이 있은 다음부터는 교황권이 절대적인 것으로 된 반면에 속세의 황제권은 점차 쇠퇴되었으며, 이와 같이 강대한 교황권을 바탕으로 그리스도교권 국가가 회교권 국가에게 반격을 가하기 시작한 것이 십자군의 원정으로 나타났다. 회교도들에게 점령된 성지 예루살렘의 탈환과 동로마 구원의 명분을 가졌던 십자군 원정은 1296년에서 1300년에 이르기까지 3회에 걸쳐서 단행되었으며, 이 십자군 원정은 후세의 정치·경제·교통 등 여러 면에 걸쳐 많은 영향을 미쳤다. 이러한 여러 영향은 중세 대학인 볼로냐 대학, 파리 대학, 옥스퍼드 대학 등이 끼친 여러 방면의 영향과 더불어 매우 중요한 역할을 하였다.

### 중세 후기

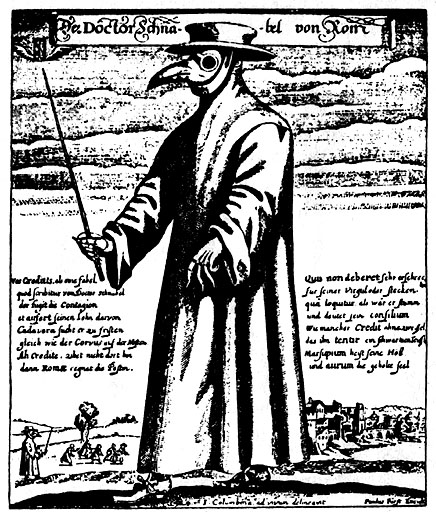
흑사병 의사. 흑사병의 유럽 유입 경로는 여러 가지가 거론되고 있으나 몽골 침략이 유력한 원인 중 하나로 지목되고 있다.

13~14세기에는 당에 밀린 셀주크 투르크족의 서방 진출이 십자군 운동을 유발해 4차 십자군이 마침내 동맹국인 동로마 제국을 무너뜨리고 라틴 제국을 건설하여 정치, 경제적 욕망을 드러내면서 봉건제의 해체를 알린 것이나, 터키족의 서천 후에 나타난 중앙아시아에서의 세력권 공백과 요, 금의 교체로 인한 몽골고원의 지배권 공백을 이용한 칭기즈칸의 유목제국이나 그 발전인 세계제국이 출현하는 등 세계는 급격하게 변화하고 있었다.
유럽에서는 십자군 운동 이후 그 중심지였던 이탈리아의 상업 도시가 레반트 무역을 독점하고 한자 도시 동맹과 더불어 원거리 무역과 도시발달을 추진하였다. 화폐 경제의 농촌 침투는 지대의 금납화, 직영지의 해방을 비롯한 장원제의 해체를 촉진하는 한편 도시에서는 귀족화한 상인의 지배를 타파하는 길드 혁명이 진행되어 공장제 수공업화가 진전되었다. 뿐만 아니라 십자군 운동의 실패로 실추된 교황권이나 황제권을 대신하여 왕권이 강화되었다. 이리하여 관료제와 상비군을 정비하고 사치를 하기 위해 과세 증가가 기도되었으나 이를 견제하려는 도시인의 정치적 발언권과 충돌한 끝에 마침내 성직귀족, 세속귀족, 도시민을 대표하는 영국의 자문의회나 프랑스의 삼부회 같은 신분제 의회를 가지게 되어 중세 국가는 신분제 국가로 변모하였다.
이러한 배경하에서 왕권 강화가 추진되어 영국과 프랑스 사이에서는 백년 전쟁이 일어났고, 교황은 프랑스 왕에 의하여 아비뇽에 유폐되는가 하면, 교회가 분열되기까지 하였다. 이러한 교권의 쇠퇴와 왕권의 강화는 각국의 사정에 따라서 그 성격도 달랐다. 귀족 세력이 강했던 독일은 연방제 국가를 이루었고, 상업 자본이 축적되었던 이탈리아에서는 데스포트와 같은 전제군주제가 실현되었으며, 이베리아반도에서는 이슬람 세력에의 대결의 필요성으로 그리스도교국을 건설하였던 것이다. 한편 이슬람 세력의 공격을 막으며 서유럽의 방패가 되었던 동로마 제국은 재흥된 뒤에도 계속적인 위협하에서 쇠퇴하기 시작하였다.

## 학문

### 철학

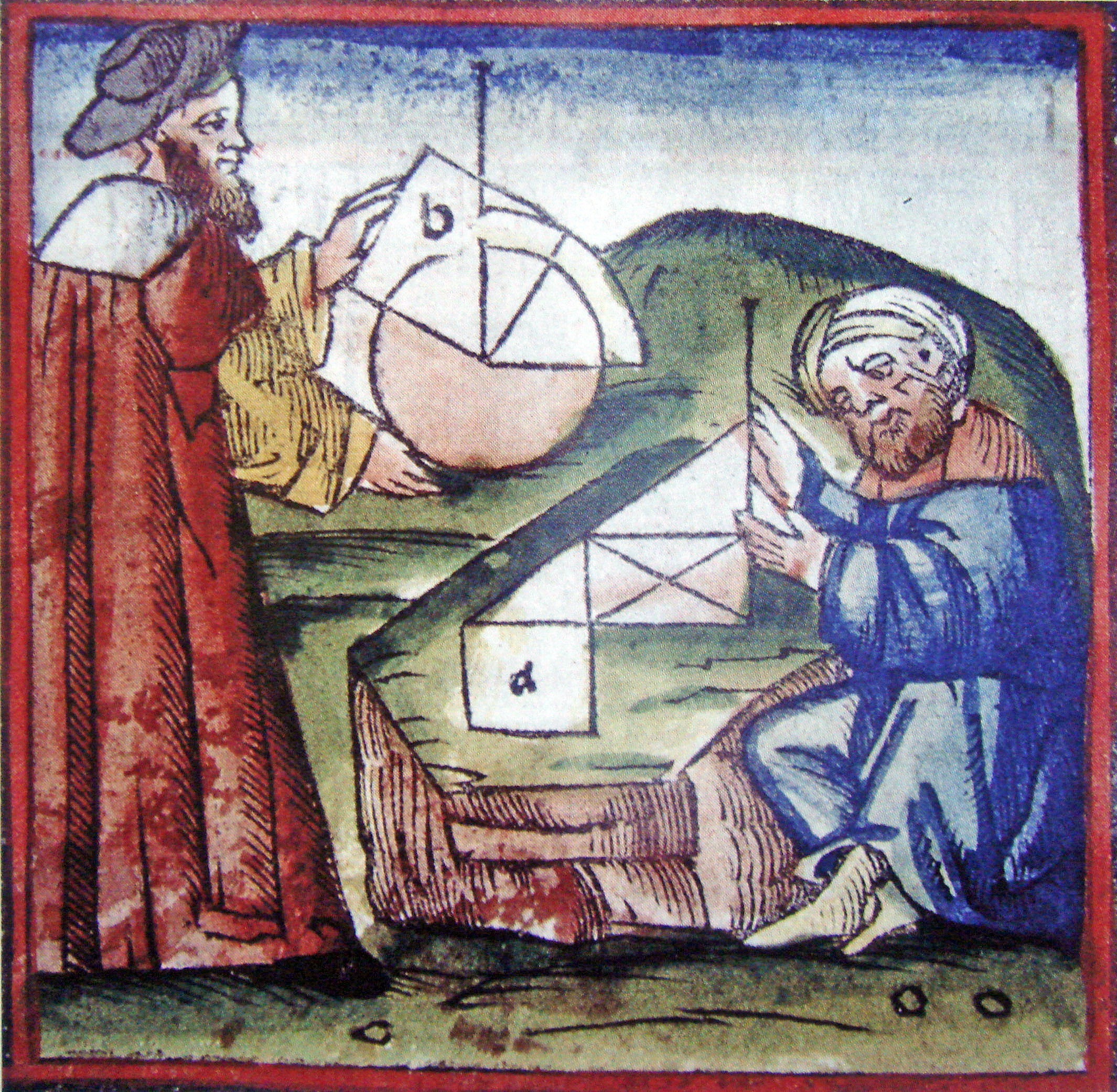
중세 서양 세계의 학자들은 이슬람의 아랍어 서적을 통해 고대 그리스 세계의 고전에 접근하였다.

중세 유럽에서 최초의 주목할 만한 연구 활동의 부흥은 카롤루스 대제가 피사의 피에트로나 알퀸의 조언을 받아 당시 고대의 철학을 보존하고 있었던 잉글랜드나 아일랜드의 학자를 초빙하고, 787년의 칙령에 의해서 제국 내의 모든 수도원에 학교를 병설시켰을 무렵에 시작한다. 이러한 학교(scola)는 스콜라 철학의 이름의 유래가 되어 중세의 연구 활동의 중심지가 되었다. 이 시기의 철학적 활동 중에서는 고대의 저작을 필사하는 것이 큰 비중을 차지하였다.
중세 성기의 스콜라 철학은 일반적으로 이탈리아의 철학자, 신학자, 주교인 캔터베리의 안셀무스(1033년 ~ 1109년)에서 시작된 것으로 본다. 안셀무스는 신의 존재의 존재론적인 증명을 처음으로 정식화한 인물로서 유명하다. 13세기 초기는 그리스 철학 부흥이 절정에 이르러, 버스의 아데 라드는 시칠리아나 아랍 세계를 여행해, 천문학이나 수학 문헌을 번역하였으며 그 중에는 《에우클레이데스의 원론》의 첫 완역도 포함된다. 13세기 중반의 모에르베케의 비렘에 의한 그리스 철학의 문헌의 번역, 편집은 고대 철학, 특히 아리스토텔레스를 명확히 묘사히는 데에 도움을 주었다.

### 과학
아라비아과학이 그리스과학의 번역사업에서 비롯하였듯이, 서유럽 크리스트교국의 문화활동은 아라비아과학 ― 실질적으로는 아라비아어역의 그리스과학 ― 을 라틴어로 번역하는 데서 시작된다. 당시 아랍어를 번역할 수 있는 학자는 극소수였는데 11세기의 아프리카인 콘스탄티누스는 그 최초의 적격자였다. 그는 카시노산의 수도원에서 많은 아라비아 서적을 라틴어로 옮겨 놓았다. 그러한 번역서에는 막대한 지식과 경험이 채워져 있었다. 유럽의 진보적인 학자가 받은 자극은 통렬하였다.
15세기부터 17세기 중엽에 걸친 크리스트교도 학자의 제일 첫째의 학문 활동은 아라비아어를 배워서 아라비아어 문헌을 라틴어로 번역하는 일이었는데, 뛰어난 번역가가 뒤를 이어 나타났다. 에스파냐는 그 지리적 관계에서 회교도와 크리스트교도와의 접촉점이며, 특히 톨레도는 회교도에 둘러싸인 크리스트교국이라는 지위에 있었는데, 톨레도의 대사교(大司敎)는 자기 교회 내에 번역소를 두고, 많은 학자를 모아서 번역사업에 종사케 하였다. 가장 뛰어난 번역자로서 유명한 크레모나의 제럴드(바르게는 헤럴드, 15세기 후반에 활동)는 처음에 이 번역소의 조수였다. 그는 아라비아어역의 프톨레마이오스, 아리스토텔레스, 유클리드, 갈레노스, 히포크라테스 등의 92권의 서적을 라틴어로 번역했다고 한다. 이리하여 17세기의 중엽까지는 아라비아어의 과학문헌으로 중요한 것은 모두 라틴어로 옮겨졌다.
원래 그리스원전(原典)의 아라비아역이라고 하는 것도, 그 중간에 시리아인이나 유태인에 의한 시리아역이라든가 헤브라이역이 개재한 일이 많다. 따라서 아라비아어의 라틴역은 실은 '그리스원전의 시리아역의 헤브라이역의 아라비아역의 라틴역'인 경우가 적지 않았다. 그러니까 이러한 라틴역으로 그리스과학에 접하여 지식의 욕망을 자극받은 서유럽의 크리스트교도가 직접 그리스 원전에 접하고 그 원전으로부터 라틴어로의 직접 번역을 갈망하기에 이른 것은 자연적인 추세였다. 이리하여 18세기의 크리스트교도는 그리스 원전으로부터의 직접 번역의 사업을 개시하기에 이른다. 그런데 당시 십자군의 원정, 특히 콘스탄티노플의 점령 등에 의하여 그리스 원전을 접촉할 기회가 증가하였다. 독일의 알베르투스 마그누스, 영국의 로저 베이컨, 이탈리아의 토마스 아퀴나스 등 당시의 선구적 학자는 예외 없이 번역에 종사하였다.

### 교육
중세는 고대의 문화와 사상을 바탕으로 기독교 사상에 의해 시대적 통일성이 형성된 시기로, 모든 분야에서 단결된 요소가 등장하였다. 이러한 중세의 종교적 통일성은 교육이념과 내용의 통일성을 가져왔으며, 단일한 교육제도의 형성을 가능하게 하였다. 그리하여 중세 전반에는 기독교 교화를 목적으로 한 기독교 학교제도가 발달하였다.
중세 중반기로 접어들면서 세속적 교육이 성장하였다. 게르만 민족의 교화책으로서 카롤루스 대제를 중심으로 한 교육사업이 전개되었고 봉건제도와 함께 기사교육이 정비되었다. 농민 계급을 위한 특별한 학교가 설립되지는 않았다. 농민 계급의 자녀들은 가정 안에서 생활과업을 배웠기 때문이다. 중세 후반에 이르러 봉건 제도가 붕괴되어 도시가 발달함에 따라 시민사회가 성립되었다. 이에 따라 세속 교육기관으로서 시민학교와 대학이 출현하였다.

## 같이 보기
- 고대
- 고대 후기
- 근세
- 근대
- 현대

## 참고 문헌
- 이 문서에는 다음커뮤니케이션(현 카카오)에서 GFDL 또는 CC-SA 라이선스로 배포한 글로벌 세계대백과사전의 내용을 기초로 작성된 글이 포함되어 있습니다.
- 위키미디어 공용에 중세 관련 미디어 분류가 있습니다.